# AC&M
AC&M (viết tắt của A Capella & More) là nhóm nhạc nam Việt Nam, theo phong cách a capella từng nổi tiếng trong thập niên 2000. Thành lập năm 2001, gồm 4 thành viên đều xuất thân từ Nhạc viện thành phố Hồ Chí Minh: Nam Khánh, Thụy Vũ, Đình Bảo, Hoàng Bách.
Năm 2009, Hoàng Bách thông báo nhóm biểu diễn lần cuối trước khi chia tay tại sự kiện Mỹ Lệ in Symphony ngày 8 tháng 3.

## Thành lập
Cùng học tại Nhạc viện Thành phố Hồ Chí Minh, hai anh em Thụy Vũ, Đình Bảo kết hợp với Nam Khánh muốn thành lập nhóm nhạc với tên gọi Oxy, nhưng lại trùng tên với một nhóm nữ của Nhà Văn hóa Thanh Niên; đồng thời ba người cũng chưa tìm được phong cách riêng nên kế hoạch bị gác lại. Khi Alexis, một người bạn của Thụy Vũ từ Pháp sang gợi ý lập một dự án âm nhạc A Capella để đưa sang Pháp giao lưu văn hóa. Nam Khánh, Thụy Vũ, Đình Bảo thống nhất thành lập nhóm theo dòng nhạc a capella, họ đầu quân cho ban hợp xướng ATB của ca sĩ Ánh Tuyết. Tuy dự án không thực hiện được nhưng đã giúp nhóm AC&M bước đầu được thành lập và định hướng âm nhạc.
Nhóm Thụy Vũ, Đình Bảo, Nam Khánh được khán giả đón nhận nồng nhiệt và họ quyết định tìm thêm các bài hát mới sự giúp đỡ của nhạc sĩ Trần Tiến và sau đó theo học thêm từ NSND Trần Hiếu. Giữa năm 2001, nhóm ba người gặp Hoàng Bách và thành lập nhóm mới với tên gọi A capella and More viết tắt là AC&M.

## Thành viên

### Lê Nam Khánh
Nam Khánh (sinh năm 1977) là thành viên có thâm niên nhất nhóm khi bắt đầu vào Học viện năm 7 tuổi, bố mẹ anh đều là nhạc sĩ. Nam Khánh đóng vai trò giọng Tenor quan trọng trong nhóm đồng thời là trưởng nhóm, ngoài biểu diễn anh còn được biết đến với vai trò là Giảng viên Thanh nhạc tại Nhạc viện TPHCM. Nam Khánh từng giành giải nhất Tiếng hát Truyền hình thành phố Hồ Chí Minh năm 1999 và giải B Tiếng hát Truyền hình toàn quốc cùng năm.

### Trần Hoàng Bách
Hoàng Bách (sinh năm 1980) có bố là biên đạo múa và mẹ là ca sĩ, anh biểu diễn trên Đài Phát thanh Nam Định từ năm 4 tuổi. Từng học trống nhưng lại theo học kèn Oboe và cuối cùng là chuyển sang ca hát. Hoàng Bách giữ vai trò giọng Tenor thứ hai của nhóm kiêm sáng tác. Anh chủ động đề nghị tách ra hát solo, đây là một phần nguyên nhân khiến nhóm tan rã.

### Nguyễn Hoàng Thụy Vũ và Nguyễn Hoàng Đình Bảo
Thụy Vũ (sinh năm 1977) là anh trai của Đình Bảo (sinh năm 1981), hai anh em từng là thành viên quan trọng của hợp xướng Pi-ô X, chuyên đi hát cho nhiều nhà thờ. Thụy Vũ bỏ ngang việc học ngành xây dựng ở Đại học Bách khoa Tp.HCM, để thi vào Học viện cùng Đình Bảo.
Thụy Vũ giữ vai trò giọng Bass. Đình Bảo giữ vai trò giọng Baritone và hòa âm, sáng tác nhạc.

## Hoạt động
AC&M chính thức ra mắt vào đêm giáng sinh tại quán bar Bodega nằm trên đường Ngô Đức Kế, Quận 1. Ban đầu nhóm chỉ biết 5 ca khúc, nhưng vì khán giả yêu cầu nhiều nên quán bar tạo điều kiện cho nhóm ba buổi diễn riêng mỗi tuần. Nhóm nhờ đến sự giúp đỡ của Trần Tiến, Vũ Đình Ân, Phan Bá Chức... để có thêm những bài phối a cappella độc đáo như Thằng Bờm, Bên bờ, Cò lả, Lý con sáo... Cùng lúc nhóm cũng tự hòa âm một số nhạc phẩm như: Hi!, Trống cơm, Alphabet...
Theo tiêu chí trong tên nhóm, AC&M thử nghiệm với thể loại Pop qua các ca khúc do thành viên nhóm sáng tác Mưa rơi cuối tuần, Phút giao mùa, Tình yêu đầu và thành công lớn với Chuyện chàng cô đơn của Hoàng Bách.
Giữa năm 2003, nhóm cho ra đời album đầu tay AC&M vol 1, ngay lập tức album này đã bán được không tưởng với các thành viên là 10.000 bản. Đầu năm 2004, họ ra mắt album Xin chào, số lượng đĩa tiêu thụ chỉ dừng lại ở mức 5.000 bản.
Sau liveshow Lời chào AC&M tổ chức vào tháng 6 năm 2004, nhóm tiếp tục hoàn tất album AC&M vol 3 - Đêm nay có mưa rơi, ghi hình chương trình VTV-Bài hát tôi yêu lần 3, đặc biệt là ra mắt album solo cùng lúc của bốn thành viên để dọn đường cho việc hát đơn. Nam Khánh khẳng định: “AC&M sẽ không tan rã, việc hát đơn chỉ là cách giúp từng thành viên phát huy thế mạnh giọng ca của mình”.
Năm 2006, AC&M tham liveshow Trịnh Công Sơn – Đêm thần thoại và được thể hiện ca khúc "Đêm", sáng tác chưa từng được công bố trước đấy của nhạc sĩ họ Trịnh. Năm 2007, nhóm tham gia bộ phim Acapella dài 25 tập của HTV. Trong cùng năm, nhóm có chuyến lưu diễn  tham dự đêm nhạc L’Elégance tại Anh, biểu diễn những bài dân ca được nhóm biến tấu theo phong cách A Capella trong hội trường của Hammersmith Town Hall.
Năm 2008, Hoàng Bách quyết định rời nhóm để hoạt động solo, Đình Bảo đi du học nước ngoài; theo kế hoạch họ sẽ biểu diễn chung lần cuối trong liveshow Mỹ Lệ in Symphony tối ngày 8 tháng 3 năm 2009. Nhưng vì Đình Bảo được nhà trường gọi sang học gấp nên không có mặt tại buổi diễn, ba thành viên còn lại đã biểu diễn ca khúc Vầng trăng của đôi ta do Hoàng Bách sáng tác. Sau đó Nam Khánh và Thụy Vũ tiếp tục duy trì AC&M thêm một thời gian rồi tuyên bố giải tán.

## Sau khi tan rã

### Đời tư thành viên[11]
Nam Khánh giảng dạy tại Cao đẳng Văn hóa nghệ thuật TP HCM và Nhạc viện TPHCM, sau đó mở công ty đào tạo ca sĩ, anh ít khi tham tham gia biểu diễn.
Đình Bảo, bên cạnh việc tham gia trung tâm Thúy Nga, anh còn là Thạc Sĩ chuyên ngành Công Nghệ Âm Nhạc và là Tiến Sĩ chuyên ngành Giáo Dục Âm Nhạc tại Hoa Kỳ. Anh hiện đang là CEO của tập đoàn giải trí quốc tế FGEN tại California và là thành viên chính thức của Hội Đồng Cấp Cao về phát triển kinh doanh của tạp chí Forbes Hoa Kỳ. Anh còn là nhà sáng lập trường âm nhạc Lion Star tại California và tham gia hoạt động giảng dạy kỹ thuật âm thanh và đào tạo nghệ sỹ trẻ.
Hoàng Bách ngoài ca hát, sáng tác, anh còn cố vấn và dẫn chương trình về âm nhạc, tham gia các chương trình truyền hình.
Thụy Vũ tiếp tục ca hát theo dòng tân nhạc, trữ tình. Anh còn tham gia các chương trình truyền hình và liveshow ca nhạc. Thụy Vũ là người Việt Nam đầu tiên chế tạo thành công máy bay trực thăng mô hình bay được và xuất khẩu sang thị trường Mỹ.

### Những lần gặp mặt
Năm 2011, Hoàng Bách, Nam Khánh, Thụy Vũ cùng tham gia tour diễn Viettel Privilege Concert và kết hợp biểu diễn với Hồng Nhung ca khúc Tình ca của Phạm Duy.
Năm 2020, trong tập 3 của Ca sĩ ẩn danh, Nam Khánh là khách mời bí ẩn của chương trình. Tại đây Hoàng Bách đã xin lỗi Nam Khánh vì quyết định tách riêng năm xưa khiến nhóm tan rã.
Năm 2022, trong tập 2 của Ký ức vui vẻ, Nam Khánh và Hoàng Bách đại diện nhóm AC&M song ca bài hát "Chuyện chàng cô đơn"

## Tác phẩm

### Albums của nhóm
- AC&M vol.1 (2003)
- Xin chào (2003)
- Đêm nay có mưa rơi (2005)[5]
- Một tình yêu (2006)
- Khát vọng (2009)

### Albums solo trong thời gian nhóm hoạt động
- Nam Khánh : Nam Khánh (Vol.1) (2005) và Yêu và mơ (2009)
- Đình Bảo : Hoa cỏ may (2005)
- Thụy Vũ : Tháng Sáu trời mưa (2005)
- Hoàng Bách : Mưa rơi cuối tuần (2004) và Từ khi có em (2006)
- Nam Khánh : Yêu và mơ

### Khác
- A Capella (2007) Phim ca nhạc HTV7

## Giải thưởng
| Năm  | Giải thưởng           | Hạng mục                         | Tác phẩm              | Kết quả   | Nguồn  |
| ---- | --------------------- | -------------------------------- | --------------------- | --------- | ------ |
| 2003 | Bài hát tôi yêu lần 2 | Bài hát được yêu thích nhất      | "Chuyện chàng cô đơn" | Đoạt giải |        |
| 2004 | Giải Mai Vàng         | Nhóm nhạc được yêu thích nhất    | "Tôi ru em ngủ"       | Đoạt giải |        |
| 2005 | Làn Sóng Xanh         | Nhóm nhạc xuất sắc nhất          |                       | Đoạt giải |        |
| 2006 | Bài hát Việt          | Nhóm nhạc thể hiện xuất sắc nhất |                       | Đoạt giải |        |
| 2007 | Giải Mai Vàng         | Nhóm hát                         | "Đêm nay có mưa rơi"  | Đề cử     | [ 16 ] |